# 미국 독립당
미국 독립당(American Independent Party, AIP)은 미국 캘리포니아주의 지역 정당이자 극우 정당이다.

## 역대 선거

### 역대 대통령 선거
| 선거명                  | 후보              | 득표수     | 득표율 | 확보 선거인단 | 당락 |
| ----------------------- | ----------------- | ---------- | ------ | ------------- | ---- |
| 1968년 미국 대통령 선거 | 조지 월리스       | 9,901,118  | 13.53% | 46 / 538      | 낙선 |
| 1972년 미국 대통령 선거 | 존 슈미츠         | 1,100,868  | 1.42%  | 0 / 538       | 낙선 |
| 1976년 미국 대통령 선거 | 레스터 매독스     | 170,274    | 0.21%  | 0 / 538       | 낙선 |
| 1980년 미국 대통령 선거 | 존 래릭           | 40,906     | 0.05%  | 0 / 538       | 낙선 |
| 1984년 미국 대통령 선거 | 밥 리처즈         | 66,324     | 0.07%  | 0 / 538       | 낙선 |
| 1988년 미국 대통령 선거 | 제임스 C. 그리핀  | 27,818     | 0.03%  | 0 / 538       | 낙선 |
| 1992년 미국 대통령 선거 | 하워드 필립스     | 43,398     | 0.04%  | 0 / 538       | 낙선 |
| 1996년 미국 대통령 선거 | 하워드 필립스     | 182,820    | 0.19%  | 0 / 538       | 낙선 |
| 2000년 미국 대통령 선거 | 하워드 필립스     | 98,020     | 0.09%  | 0 / 538       | 낙선 |
| 2004년 미국 대통령 선거 | 마이클 페루트카   | 143,630    | 0.12%  | 0 / 538       | 낙선 |
| 2008년 미국 대통령 선거 | 앨런 키스         | 47,694     | 0.04%  | 0 / 538       | 낙선 |
| 2012년 미국 대통령 선거 | 톰 호플링         | 40,586     | 0.03%  | 0 / 538       | 낙선 |
| 2016년 미국 대통령 선거 | 도널드 트럼프     | 62,984,825 | 46.09% | 304 / 538     | 당선 |
| 2020년 미국 대통령 선거 | 로키 델 라 푸엔테 | 87,786     | 0.06%  | 0 / 538       | 낙선 |